# مارك لي (مغني)
مارك لي هو مغني كوري جنوبي عضو في فرقة سوبر إم  ولد في 2 أغسسطس 1999.